# Вулиця Степового (Львів)
Вулиця Степового — вулиця у Шевченківському районі міста Львів, місцевість Збоїща. Пролягає від вулиця Творчої до вулиці Купальської. Прилучається вулиця Збоїща.

## Історія та забудова
Вулиця виникла у складі селища Збоїща, не пізніше 1952 року отримала назву вулиця Ворошилова, на честь радянського військового діяча Климента Ворошилова. Після приєднання Збоїщ до Львова у 1958 році отримала сучасну назву, на пошану українського композитора Якова Степового.
Забудована одноповерховими садибами, переважно другої половини XX століття.